# Acordos de Skhirat
Os Acordos de Skhirat (em árabe: اتفاق الصخيرات) ou Acordo Político Líbio referem-se a uma série de negociações iniciadas em 2015 relativas à Líbia, patrocinadas pelas Nações Unidas, que visavam solucionar a Crise Líbia. Estas negociações culminaram nos acordos assinados em 17 de dezembro de 2015 entre representantes do Governo de Salvação Nacional e os da Câmara dos Representantes na cidade marroquina de Skhirat.
Os acordos previam a formação de um Governo de União Nacional, anunciado em 19 de janeiro de 2016, e composto por trinta e dois membros; sendo dirigido por Fayez al-Sarraj, que também seria presidente do Conselho Presidencial. Igualmente, previam o estabelecimento do Alto Conselho de Estado.[carece de fontes?]
Entretanto, em 25 de janeiro de 2016 a Câmara dos Representantes se recusou a conceder a sua confiança ao novo governo; ainda assim, em 12 de março de 2016, o novo governo foi investido sem voto de confiança, o que não poderia ocorrer. No entanto, este governo justifica sua legitimidade por uma petição assinada pela maioria dos membros da Câmara dos Representantes e por ser apoiado por grande parte da comunidade internacional.
Posteriormente seriam os radicais do Governo de Salvação Nacional a rejeitarem a instalação do Governo de União Nacional. Khalifa al-Ghawi e seus aliados se recusariam a ceder o poder ao novo governo respaldado pela ONU.
Os acordos resultariam em fracasso, pois sua assinatura nunca foi unânime entre os membros dos dois governos rivais. Como resultado, a Líbia permaneceu dividida, governada por diferentes facções, e mergulhada na violência e no caos, sob a ameaça de grupos jihadistas como o Estado Islâmico.